# Светозар Џанић
Светозар Џанић (или Светозар Ђанић; Манђелос, 1. април 1917 — Загреб, 18. јун 1941) био је југословенски фудбалер.

## Каријера

### Клуб
Као јуниор је играо за СК Славију из Новог Сада. Потом је као 17-годишњак постао првотимац Војводине у којој је играо од 1934. до 1936. године. Преселио се у Загреб (да би студирао заједно са братом Мираном) и бранио је боје Грађанског.
Због школовања је боравио у Чехословачкој и играо је за неколико фудбалских клубова СК Жиденце, СК Брецлав и Викторију Плзењ. Потом се вратио у Загреб и наставио да игра за Грађански (од 1939. до 1941), са којим је у сезони 1939/40. освојио последње првенство у Краљевини Југославији.

### Репрезентација
За репрезентацију Југославије одиграо је три утакмице. Дебитовао је 29. септембра 1940. у пријатељском сусрету против Мађарске у Будимпешти, а затим је 3. новембра 1940. играо против Немачке у Загребу када су стрелци били Божовић и Цимерманчић. Последњу утакмицу за национални тим је одиграо 23. марта 1941. против Мађарске у Београду — што је уједно била и последња утакмица репрезентације Краљевине Југославије.
Дана 15. јуна 1941. године наступио је на првој утакмици фудбалске репрезентације НДХ. Пријатељски сусрет између Немачке и Хрватске, двеју чланица Сила Осовине одигран је на бечком Пратеру, а своју прву фудбалску утакмицу Независна Држава Хрватска је одиграла неславно: поражена је са четири гола разлике (1:5). Светозару Џанићу је ово била четврта (одиграо три у дресу Бановине Хрватске током 1940), али испоставиће се и последња утакмица у дресу НДХ.

## Смрт
Кад су сазнали да је још пред Други светски рат постао члан КПЈ, усташке власти у Хрватској стрељале су га 18. јуна 1941. са групом родољуба у Максимирској шуми у Загребу.

## Наступи за репрезентацију Југославије
| #  | Датум               | Место      | Противник | Резултат | Гол | Такмичење            |
| -- | ------------------- | ---------- | --------- | -------- | --- | -------------------- |
| 1. | 29. септембар 1940. | Будимпешта | Мађарска  | 0:0      | 0   | Пријатељска утакмица |
| 2. | 3. новембар 1940.   | Загреб     | Немачка   | 2:0      | 0   | Пријатељска утакмица |
| 3. | 23. март 1941.      | Београд    | Мађарска  | 1:1      | 0   | Пријатељска утакмица |

## Успеси
- Грађански
  - Првенство Југославије (2): 1937, 1940.